# Streptocalypta tortelloides
Streptocalypta tortelloides är en bladmossart som beskrevs av Robert Zander 1982 [1983. Streptocalypta tortelloides ingår i släktet Streptocalypta och familjen Pottiaceae. Inga underarter finns listade i Catalogue of Life.